# Avenue 5
Avenue 5 este un serial de televiziune de comedie științifico-fantastic creat de Armando Iannuci⁠(d). A avut premiera pe HBO în Statele Unite la 19 ianuarie 2020. În rolurile principale interpretează Hugh Laurie și Josh Gad ca un căpitan și proprietar al unei nave spațiale de croazieră interplanetară fictivă Avenue 5. În februarie 2023, serialul a fost anulat după două sezoane.